# Рохлин, Владимир Абрамович
Влади́мир Абра́мович Ро́хлин (23 августа 1919, Баку, АДР — 3 декабря 1984, Ленинград, СССР) — советский математик, специалист по теории меры, эргодической теории, топологии и алгебраической геометрии.

## Биография
Родился в семье члена Бакинского комитета меньшевистской организации, комиссара по продовольствию правительства диктатуры Центрокаспия, гласного думы при Демократической партии тюркских федералистов «Мусават» Абрама Вениаминовича Рохлина (1881, Луцк — 30 июля 1941, Москва, расстрелян) и начальника санитарно-эпидемиологической станции Баку, врача Генриетты Эммануиловны Левенсон (убита в 1923 году). Племянник Корнея Чуковского: последний был единокровным братом его матери.
Поступил в МГУ в 1935 году. Его официальным научным руководителем был А. И. Плеснер. В 1940 году окончил механико-математический факультет МГУ.
С началом войны Рохлин ушёл добровольцем на фронт, попал в окружение и оказался за линией фронта, где его долго скрывали крестьяне, однако был обнаружен немцами и попал в плен. Несмотря на то, что ему удалось бежать из концглагеря и продолжать воевать в Красной армии, он был арестован властями и попал в проверочный лагерь. Из лагеря смог выйти на свободу благодаря заступничеству Колмогорова и Понтрягина. Из-за пребывания в плену имел отказы в приёме на работу и на учёбу. По предложению Понтрягина поступил на работу в МИАН имени В. А. Стеклова на должность официального помощника Понтрягина по научной работе.
В 1950-е годы во время кампании по борьбе с космополитизмом был вынужден уволиться из МИАНа и уехать из столицы. В 1952—1955 годах работал в вузах Архангельска (АЛТИ, АГПИ). В 1955 году В. А. Рохлину с семьёй удалось переехать поближе к Москве, к академическим институтам. С сентября 1955 года — профессор кафедры математического анализа Ивановского педагогического института, с 1957 года — профессор кафедры математики Коломенского педагогического института.
В 1960 году по приглашению ректора Ленинградского университета А. Д. Александрова переехал в Ленинград.
Математические работы Рохлина лежат в области геометрии, эргодической теории, теории меры, алгебраической геометрии над полем действительных чисел и особенно топологии. Им была открыта сигнатура как инвариант кобордизма для 4-мерных многообразий, что оказало влияние на создание общей теории кобордизмов Рене Томом. После того, как формула для сигнатуры была обобщена Хирцебрухом, Рохлин (независимо от Тома) дал комбинаторное построение рациональных классов Понтрягина — Хирцебруха. Также он внёс важный вклад в гомотопическую топологию.
Его учениками были М. Л. Громов, Я. М. Элиашберг, А. М. Вершик, В. М. Харламов.
Имя Рохлина носит Петербургский топологический семинар (Санкт-Петербургское отделение Математического института имени В. А. Стеклова РАН). Для молодых математиков Санкт-Петербурга установлены стипендии имени В. А. Рохлина.

## Семья
- Сын — Владимир Рохлин, американский математик, учёный в области информатики, профессор Йельского университета.
- Двоюродным братом матери был основатель одесской школы технической термодинамики, профессор С. Д. Левенсон[10].
- Троюродная сестра — поэтесса и прозаик Софья Шапошникова.

## Публикации
- Рохлин В. А., Фукс Д. Б. Начальный курс топологии: Геометрические главы. — М.: Наука, 1977.
- Рохлин В. А. Избранные работы. Воспоминания о В. А. Рохлине, материалы к биографии. — 2-е изд. / Под редакцией А. М. Вершика. — М.: МЦНМО, 2010.